# Arthur Willner

Arthur Willner

Arthur Willner (* 5. März 1881 in Turn bei Teplitz-Schönau; † 6. April, anderen Angaben zufolge 20. April 1959 in London) war ein österreichischer Pianist, Komponist und Hochschullehrer.

## Leben
Er wuchs in Turn bei Teplitz-Schönau in Böhmen auf und studierte Klavierspiel und Komposition am Konservatorium Leipzig bei Carl Reinecke und Carl Piutti sowie an der Akademie für Tonkunst München bei Josef Gabriel Rheinberger und Ludwig Thuille.
1904 bis 1924 war er Professor für Komposition, Kontrapunkt, Musikgeschichte und Ästhetik am Stern’schen Konservatorium in Berlin und zudem zeitweise stellvertretender Direktor. 1924 wechselte er an das Neue Wiener Konservatorium, wo er bis 1928 lehrte. Parallel unterrichtete er von 1924 bis 1938 an der Wiener Volkshochschule und beriet den Wiener Musikverlag Universal Edition.
Nach dem Anschluss von Österreich an Deutschland emigrierte er 1938 nach Großbritannien und arbeitete dort als Konzertpianist Kammermusiker, Komponist und Arrangeur. Während dieser Zeit schrieb er über 90 Werke. Mit dem englischen Komponisten Ernest John Moeran war er befreundet.
Sein Nachlass, die „Arthur Willner Collection“, wird im Leo Baeck Institute New York aufbewahrt.

## Werke
Sein über 250 Opuszahlen umfassendes Gesamtwerk umfasst 6 Symphonien, Instrumentalkonzerte, sonstige Orchesterwerke, 5 Streichquartette, 2 Streichquintette, 2 Klaviertrios, Duos mit Klavier, Solowerke u. a. Sie sind weitgehend vergessen. Am bekanntesten wurde seine Orchesterbearbeitung von Bartóks Rumänischen Volkstänzen. In Druck erschienen ferner:
- An den Tod – Erleuchtung für Chor und Orchester, op. 22
- Tanzweisen für Klavier, op. 25
- Konzert für Streichorchester, op. 37
- Suite für Violine und Violoncello, op. 46
- Fugen-Suite (1931) für Orchester, op. 56
- Tanzsuite (1932)
- Bagpipes (1939) für Klavier und Streicher, op. 94